# Idioma muong
El muong (thiểng Mường) es un grupo de dialectos hablados por el pueblo Muong en Vietnam. Forma parte de la familia de las lenguas austroasiáticas, y se encuentra estrechamente relacionado con el vietnamita.
Los dialectos muong son hablados principalmente en el norte de Vietnam, en las provincias de Hoa Binh, Thanh Hóa, Vinh Phuc, Yen Bai, Son La y Ninh Binh.
Posee los seis tonos del vietnamita; sin embargo, el tono nặng está solo presente en las provincias de Phú Thọ y Thanh Hóa, mientras que en la provincia de Hòa Bình, es fusionado con el tono sắc.